# Iglesia de San Marcos (Icod de los Vinos)

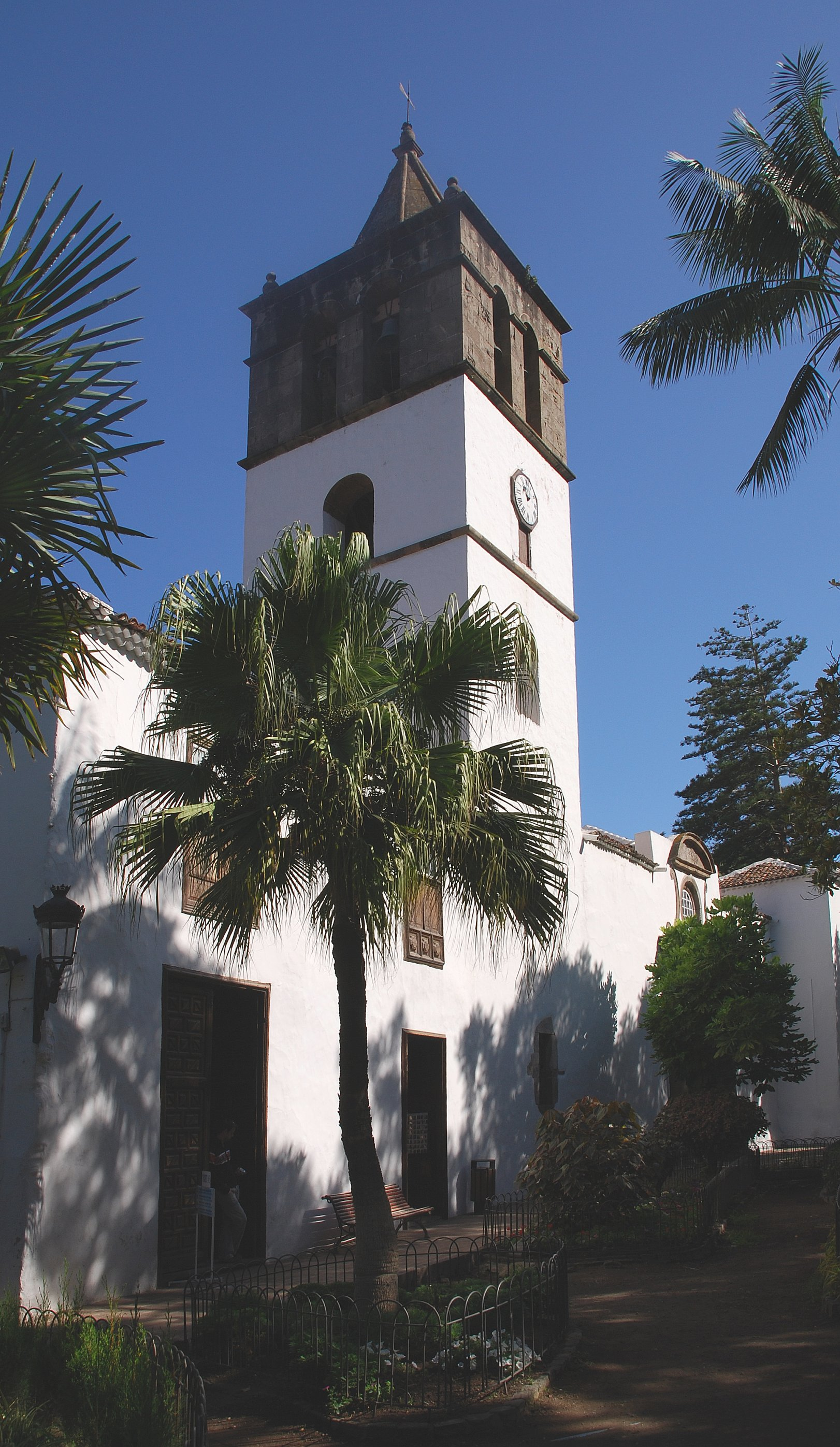
Iglesia de San Marcos

Die Iglesia de San Marcos ist eine denkmalgeschützte Kirche in Icod de los Vinos im Nord-Nordwesten der Kanareninsel Teneriffa.

## Geschichte
Nach der Eroberung Teneriffas durch die Spanier kam es im 16. Jahrhundert zur Kolonisierung Teneriffas. Die Ureinwohner, die Guanchen, wurden unter der Führung von Alonso Fernández de Lugo zum Teil christianisiert oder versklavt. 
Die Iglesia de San Marcos wurde im 16. Jahrhundert im Dorf Icod de los Vinos in der Zeit nach der Eroberung Teneriffas erbaut. Der heutige Kirchenbau entstand durch den Ausbau einer kleinen Kapelle, die an gleicher Stelle im 15. Jahrhundert errichtet wurde. Die Kirche hat einen rechteckigen Grundriss und ist in drei Schiffe unterteilt. Insgesamt befinden sich dort acht Kapellen, drei auf jeder Seite und zwei weitere am Ende des Kirchenschiffes.  
Die mehrfach vergrößerte Kirche weist ein bemerkenswertes Renaissanceportal auf, die Kirchendecke wurde aus dunkelrotbraunem Kernholz der Kanarischen Kiefer gefertigt, Schiff und Kapellen werden von Mudejar Kassettendecken bedeckt. Der Barockaltar ist mit silbernen Ornamenten geschmückt. Die Iglesia de San Marcos beherbergt auch zahlreiche Kunstschätze, darunter die Skulptur von Martín de Andújar Cantos. Unter den Skulpturen befindet sich auch die Darstellung des Heiligen Markus, eine der ältesten Teneriffas, die aus der hispano-flämischen Schule des 15. Jahrhunderts stammt. 
Ein kleines Museum Museo de Arte Sacro beherbergt die wertvollsten Schätze, darunter auch das große filigrane Silberkreuz, das aus der Werkstatt von Espellos aus Havanna Kuba stammt und als größtes Silberfiligrankreuz der Welt gilt.
Unter Denkmal- und Kulturschutz gestellt wurden nicht nur die Kirche und ihre Kunstschätze, sondern auch der Platz Plaza de Andrés de Lorenzo Cáceres der die Kirche umgibt.